# Líder suprem de l'Iran
El Líder suprem de l'Iran (en persa: رهبر ایران), també anomenat Líder Suprem de la Revolució Islàmica (en persa رهبر معظم انقلاب اسلامی, rahbar-e mo'azzam-e enghelāb-e eslāmi), oficialment a l'Iran, anomenat Lideratge d'Autoritat Suprema (en persa مقام معظم رهبری, maqām mo'azzam rahbari), és el càrrec suprem en la República Islàmica de l'Iran, equivalent a Cap d'Estat. Va ser creat el 1979 en el context de la Revolució Islàmica. Des de juny de 1989 el càrrec és ocupat per l'aiatol·là Ali Khamenei que va succeir l'aiatol·là Ruhollah Khomeini. El Líder el Suprem és l'autoritat màxima en termes polítics i religiosos.

## Atribucions
El Líder Suprem de l'Iran és elegit per l'Assemblea dels Experts, òrgan electe pel poble compost per clergues, que pot revocar aquesta decisió. Davant de la falta d'un líder adequat l'Assemblea pot designar una comissió que exerceixi les mateixes funcions. Els articles 5 i 109 de la Constitució de l'Iran expliciten el perfil del Líder Suprem:.
1. Ha de ser un coneixedor de la jurisprudència islàmica.
2. Ha de ser just i pietós i gaudir d'estima entre la població.
3. Ha de tenir també característiques que demostrin la seva perspicàcia política i social, així com prudència i coratge.

El Líder el Suprem és l'autoritat màxima en termes polítics i religiosos. És el Comandant el Suprem dels Cossos de la Guàrdia Revolucionària Islàmica, orienta la política exterior i decideix sobre qüestions relatives a la guerra i a la pau. El seu poder no pot ser posat en dubte en nom del principi del "velayat-i-faqih " que institueix la supremacia del poder espiritual.
A l'Iran, el President és elegit per votació i equival a la figura d'un Primer Ministre.
Els deures del Líder Suprem es troben consignats a l'article 110 de la constitució. El Líder el Suprem és responsable:
1. Del nomenament del cap del poder judicial, del cap de les forces militessis, del cap de les forces de seguretat, així com elegeix sis dels dotze membres del Consell dels Guardians.
2. Nomena els directors de l'emissora iranià de ràdio i televisió.
3. Ha d'intervenir en les disputes entre els tres poders (executiu, legislatiu i judicial).
4. El Líder Suprem firma el decret per a l'elecció pel poble del President de l'Iran, podent cessar-lo lliurement en el cas que entengui que aquest no governa segons l'establert a la constitució.
5. Pot reduir també o anul·lar penes.

## Llista de Líders Suprems
| Número d'ordre | Data de govern                                   | Retrat | Nom anglès · farsi · Signatura                           | Dades de naixement                                       | Lloc de naixement       | Partit polític | Partit polític                   | Notes                                                                                 |
| -------------- | ------------------------------------------------ | ------ | -------------------------------------------------------- | -------------------------------------------------------- | ----------------------- | -------------- | -------------------------------- | ------------------------------------------------------------------------------------- |
| 1              | 3 desembre 1979 – 3 juny 1989 (9 anys, 182 dies) |        | Gran Aiatol·là Sàyyid Ruhollah Khomeini سیدروح‌الله خمینی | 22 de setembre de 1902 – 3 de juny de 1989 (als 86 anys) | Khomeyn, Markazi        |                | Independent                      | Líder de la Revolució iraniana de 1979 i fundador de la República Islàmica de l'Iran. |
| 2              | 4 de juny de 1989 – present (36 anys, 9 dies)    |        | Gran Aiatol·là Sàyyid Ali Khamenei سیدعلی خامنه‌ای        | 17 de juliol de 1939                                     | Mashad, Razavi Khorasan |                | Associació del Clergat Combatent | Prèviament serví com a President de l'Iran de 1981 a 1989 fins a la mort de Khomeini. |